# Isá
Az isá a muszlimok éjszakai imája, a napi öt kötelező ima (szalá) közül az utolsó. A napnyugtakor végzett Magrib imát követi.
Az öt ima együtt képezi az iszlám öt oszlopa közül az egyiket a szunnita iszlámban, illetve a síita iszlám szerint az egyike a vallás tíz ágának.
Az éjszakai ima négy kötelező (fard) alapegység (raka) hosszúságú és az első két rakát hangosan, az utolsó kettőt halkan imádkozzák. Utazás közben két rakára rövidíthető, ilyenkor mindkét raka hangos. A szunnitáknál azonban ajánlott a négy fard raka után imádkozni még két önkéntes rakát. Van néhány olyan választható ima, amelyeket szintén lehet az éjszakai után mondani, ilyenek például a Vitr és Nafílat ul-Lajl (ezek együttes neve tahaddzsud), illetve ramadán idején a tarávíh ima.
Az esti ima ideje: az alkonypír eltűntétől az éjszaka feléig (ami a naplementi és hajnali közötti időszak fele). Bizonyos tudósok szerint lehet imádkozni hajnalhasadásig (tehát a hajnali ima kezdetéig) is.